# Monts Cheviot
Pour les articles homonymes, voir Cheviot.
Les monts Cheviot, en anglais Cheviot Hills, sont une chaîne volcanique du Paléozoïque située au Royaume-Uni, aux confins de l’Angleterre et de l’Écosse. Elle constitue le prolongement septentrional de la chaîne Pennine.
En raison de l'érosion, les monts Cheviot ont pris l'aspect de collines arrondies et culminent à 815 mètres d'altitude. La chaîne est divisée par un pli est-ouest important, distinguant les Cheviot septentrionaux (les plus élevés) des Cheviot méridionaux. Les Cheviot septentrionaux  sont entrecoupés de cinq grandes vallées : College Valley, Harthope, Breamish, Bowmont et vallée de Heatherhope. Les Cheviot méridionaux forment les versants de la vallée de la Coquet.

## Géographie

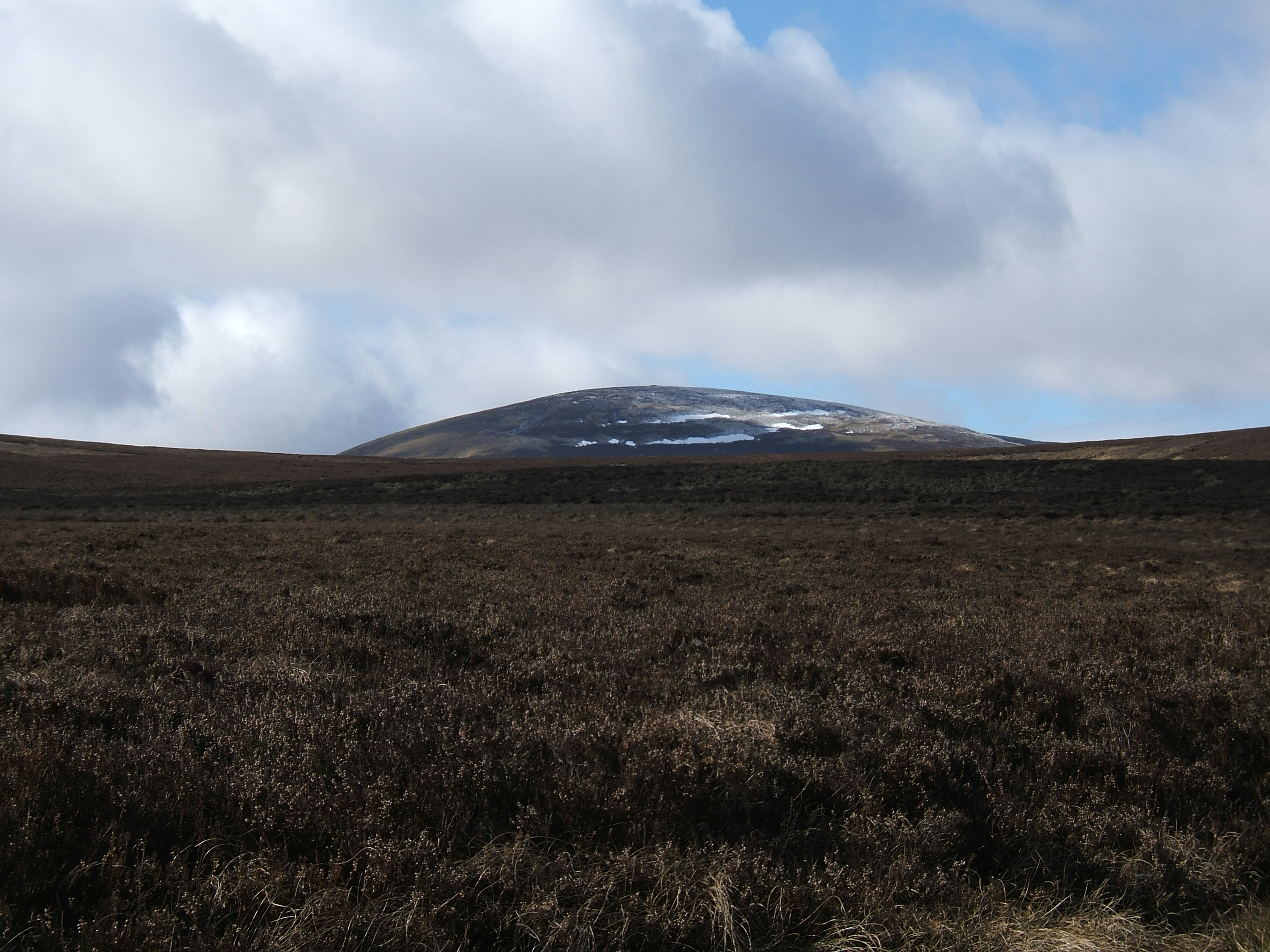
The Cheviot vu de Broadhope Hill.

The Cheviot, avec une altitude de 815 mètres, est le point culminant de la chaîne. Les sommets secondaires, tous situés sur le territoire anglais, sont Hedgehope Hill, Windy Gyle (juste sur la frontière avec l'Écosse), Cushat Law et Bloodybush Edge. Le massif est classé et se trouve incorporé au Northumberland National Park.
Le centre du massif comporte un éperon granitique du Dévonien cerné par des épanchements de lave andésitique du Silurien et du Dévonien. Ces laves sont elles-mêmes creusées de dykes partant radialement du pluton du Cheviot. La partie basse du versant est surmontée par de la craie du Carbonifère, dont une bonne partie est couverte superficiellement par des dépôts limoneux du Cénozoïque.
La topographie signale ici des montagnes de faible altitude, puisque seules trois d’entre elles sont des marilyns : le Cheviot, Shillhope Law et Housedon Hill, plus isolé au nord. En direction du sud-ouest, les Cheviot se confondent avec les collines de Kielder Forest.
Les monts Cheviot forment le cadre de la joute entre Anglais et Écossais narrée dans la Balade de Chevy Chase (XVe siècle).

## Accès
La plus grande partie du massif côté anglais est classée open country, ce qui signifie qu'en vertu du Countryside and Rights of Way Act 2000, la randonnée et la promenade y sont autorisées. Côté écossais, la même liberté est garantie par suite du Land Reform Act de 2004 qui a mis un terme à certains privilèges traditionnels. En outre, les abords sont sillonnés d'un réseau (assez lâche) de sentiers équestres et de chemins permettant de monter dans les collines.
La première ascension du Cheviot en deux-roues remonte aux années 1930 et fut accomplie à moto (une AJS 350) par deux bergers, les frères George et Robert Mole, de College valley. Ils atteignirent le sommet du Cheviot depuis College valley en passant par Hen Hole.
L'embranchement le plus au nord de la Pennine Way mène de Byrness à Kirk Yetholm. C'est le chemin le plus long et le plus tortueux de tout le réseau britannique des chemins de randonnée. La Pennine Way emprunte sur 30 km la crête de Border Ridge (qui est la frontière entre Angleterre et Écosse) avant la montée à partir de Byrness. Le paysage est à partir de  là chaotique et désolé, et deux refuges sont à disposition des promeneurs en cas de fatigue ou d'intempéries.

## Le pas de tir d'Otterburn
Le camp d'entraînement militaire d’Otterburn occupe une superficie de 230 km2 dans les Southern Cheviots. Propriété du Ministère de la Défense, 30 000 soldats viennent s'y entraîner chaque année. Otterburn est le plus grand pas de tir du Royaume-Uni, et le bruit des détonations est perceptible jusqu'à Lindisfarne au nord-est, et le barrage de retenue de Fontburn au sud. Pour cette raison, il existe des restrictions pour les promeneurs et les touristes : le Ministère de la Défense diffuse une plaquette intitulée Walks on Ministry of Defence Lands, qui suggère quelques conseils aux amateurs.